# Ferrières (zámek)
Zámek Ferrières (Château de Ferrières) je francouzský zámek, který nechal postavit v letech 1855 až 1859 baron Jacob de Rothschild. Rothschildské vlastnictví zámku Ferrières bylo předáno v mužské linii podle zásady prvorozenství. Jedná se o zdaleka největší a nejluxusnější zámek ve Francii z 19. století, je dosažitelný z rue Rucherie v Ferrières-en-Brie v departmentu Seine-et-Marne asi 26 km východně od Paříže.

## Historie
Zámek navrhl britský architekt Joseph Paxton. Inspirací pro návrh Ferrières byl Mentmore Towers v Buckinghamshire v Anglii, který Paxton postavil pro bratrance barona Jamese Mayera Amschela de Rothschild. Po spatření Mentmore baron James pozval Paxtona a požádal ho: „Udělejte mi Mentmore, ale dvakrát tak velké“.
Byl postaven v novorenesančním slohu, inspirovaném italskou renesanční architekturou se čtvercovými věžemi v každém rohu. Ústřední hala je dlouhá 120 stop (37 m) a vysoká 60 stop (18 m), střecha je prosklená. Sochařské práce byly provedeny pod vedením Charlese Henryho Josepha Cordiera a dekorativní malby pod dohledem Eugène Lami. Masivní knihovna čítá více než 8 000 svazků. Vzhledem k tomu, že byl zámek již navrhován pro opulentní zábavu, bylo důležité, aby kromě soukromých apartmánů Rothschilda, bylo zde dostatek apartmánů pro hosty. Těch zde mohlo pobývat až 80. Ferrières byl slavnostně otevřen 16. prosince 1862 za účasti Napoleona III.
Baron James získal velkou sbírku uměleckých děl, a sochy zdobí řadu zámeckých pokojů. Nacházejí se zde díla, jejichž autory byli Alexandre Falguière, Antonio Corradini či René de Saint-Marceaux.
Během prusko-francouzské války (1870–1871) byl zámek zabaven Prusy a jednali zde Otto von Bismarck, kancléř Severoněmeckého spolku, a francouzský ministr zahraničních věcí, Jules Favre. Němci opět obsadili zámek během okupace Francie ve druhé světové válce a v této době také vyplenili jeho obrovské sbírky umění. Zámek zůstal prázdný až do roku 1959, kdy se Guy de Rothschild a jeho druhá manželka, Marie-Hélène de Zuylen van Nyevelt, pustili do renovace. Díky jejich úsilí se zámek opět stal místem, kde se setkávala na večírcích evropská šlechta či hollywoodské filmové hvězdy. V roce 1975 Guy de Rothschild a jeho manželka charitativně darovali zámek Kancléřství pařížských univerzit, a ten je nyní otevřen pro veřejnost s možností prohlídek a speciálních akcí.
Na zámku byly natočeny některé scény z filmu Romana Polanského Devátá brána (2000).